# Institutio principis Christiani

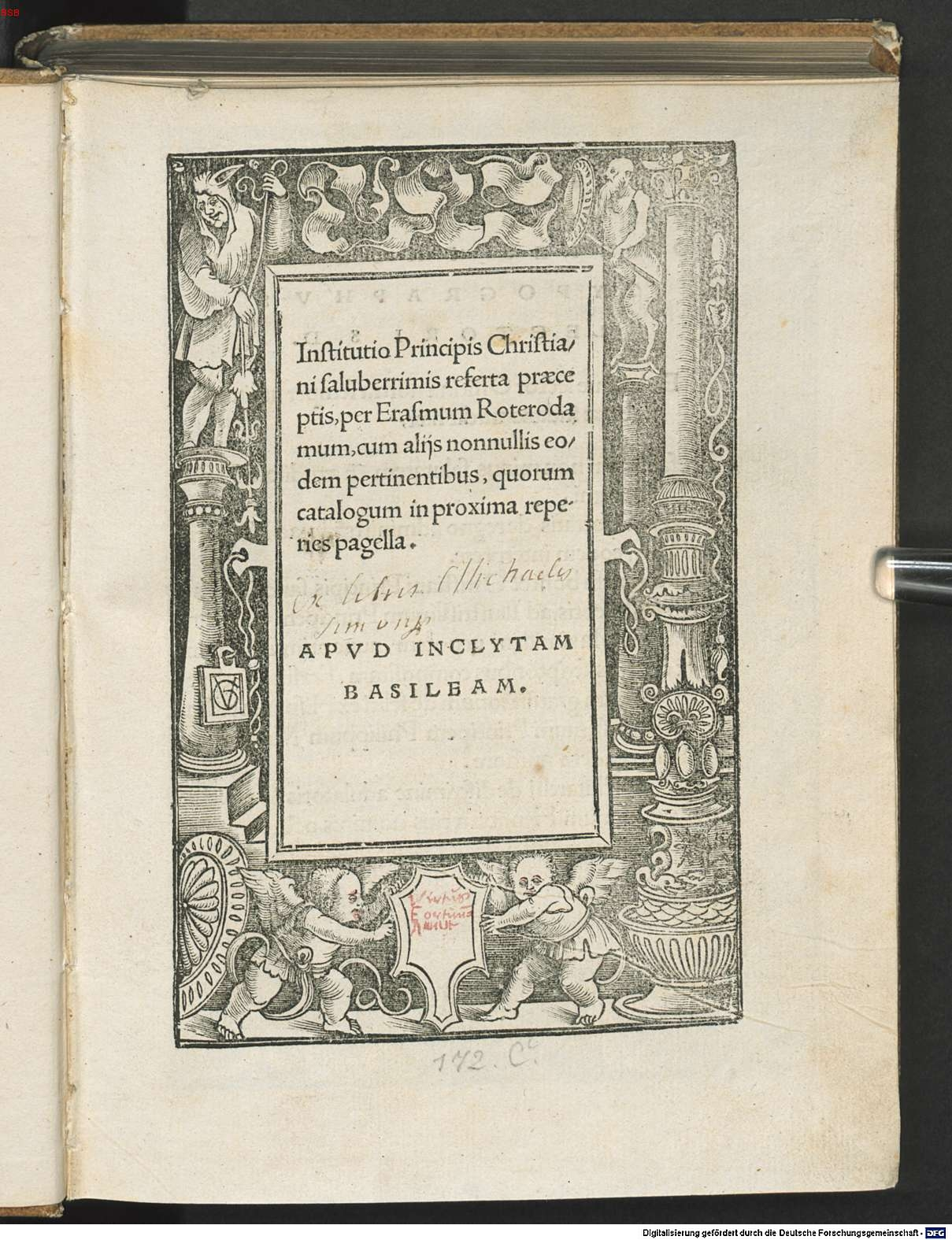
Folha de rosto da edição de 1516

A Educação de um Príncipe Cristão (latim: Institutio principis Christiani) é um livro renascentista de "como fazer", de Desidério Erasmo, que aconselha o leitor sobre como ser um bom príncipe cristão. O livro foi dedicado ao príncipe Carlos, que mais tarde se tornou o imperador dos Habsburgos, Carlos V. Erasmo escreveu o livro em 1516, no mesmo ano em que Thomas More terminou sua Utopia e três anos depois de Maquiavel ter escrito seu livro de conselhos para governantes Il Principe. Il Principe, no entanto, não foi publicado até 1532, 16 anos depois.
Erasmo afirmou que os professores deveriam ter uma disposição gentil e uma moral irrepreensível. Uma boa educação incluía todas as artes liberais. Assim como o educador romano Quintiliano, Erasmo era contra o castigo corporal para alunos indisciplinados. Ele enfatizou que o aluno deve ser tratado como um indivíduo. Erasmo tentou ao longo da obra conciliar os escritores da antiguidade com a ética cristã de seu tempo.
O texto foi escrito em parte para garantir a Erasmo uma posição como tutor do príncipe Carlos.

## Conteúdo
Erasmo recomenda que um governante não pegue o referido livro para 'entreter', mas para 'melhorar'. O sumário já é uma “guia”:
1. Nascimento e educação do príncipe cristão
2. Defesa contra bajuladores
3. Tarefas em tempos de paz
4. Impostos e Taxas
5. A caridade do príncipe
6. Criação e aperfeiçoamento de leis
7. Autoridades e escritórios
8. Alianças
9. Política de casamento
10. Tarefas do governante em tempos de paz
11. O fardo da guerra

Nessa época, Erasmo estava firmemente convencido (mais tarde ele viu isso de forma muito mais crítica) de que um bom estado só poderia ser governado de maneira justa por um príncipe exemplar e capaz: “O que Deus está na ordem dos celestiais, esse é o bispo na igreja e o príncipe no estado". E porque não há como escolher um príncipe e não se pode presumir que automaticamente nascerá um governante ideal, escreve Erasmo na introdução, o tutor de um futuro príncipe deve ser escolhido com o maior cuidado, pois onde o principado é hereditário, o maior desafio surge na educação do herdeiro do trono; esta tarefa cabe aos pais ou educadores do príncipe. Nem uma educação rígida nem não rígida é apropriada, mas uma educação com senso de proporção:
O educador do futuro governante deve saber, como bem diz Sêneca, censurar sem insultar, elogiar sem lisonjear, para que este o honre pelo rigor de sua vida e ao mesmo tempo o ame pela bondade de seu personagem.
Depois de Erasmo, o objetivo primordial de todo príncipe deveria/deve ser servir ao bem comum. Em tudo o que faz, o príncipe deve preocupar-se com o bem-estar de cada cidadão e basear sempre as suas decisões nas necessidades de todos. Ele mesmo tem que deixar seus desejos de lado e ser pouco exigente.

## Erasmo eIl Principe
A obra de Erasmo pode ser vista como uma antítese de Il Principe, escrito por volta de 1513 por Nicolau Maquiavel. Enquanto este último vê o comportamento tirânico como pré-requisito para que um príncipe se mantenha no poder, Erasmo - em antítese a Maquiavel - insiste em valores éticos: vê na justiça, na moderação e no zelo pelo bem comum os principais atributos de um bom príncipe.
Erasmo explica que um príncipe deveria antes representar um "deus mundano" - relacionado ao seu comportamento de boa índole - do que se assemelhar a um ser humano em suas ações políticas. É neste ponto que os dois pontos de vista de Maquiavel e Erasmo diferem mais, uma vez que Maquiavel compara o comportamento do príncipe a um animal e não a um deus. Criticado os exemplos dados (comportamento do governante comparado ao de um lobo, uma cobra ou um leão) e atribuído a eles o termo genérico "tirano", a obra de Erasmo pode ser interpretada como uma tentativa direta de refutar os princípios morais estabelecidos em Il Principe.
Enquanto o maquiavelismo vê a violência como inevitável, Erasmo de Roterdã só aceita a guerra se todo o povo a vir como a única possibilidade e o príncipe realmente tiver esgotado todas as opções pacíficas. Isso exclui qualquer guerra de conquista e só permite guerras de defesa em casos extremos. Ao fazer isso, ele representa a doutrina teológica geralmente aceita da guerra justa.